# Famille von Zastrow
La famille von Zastrow est une ancienne famille noble de Poméranie. La famille, dont certaines branches existent encore aujourd'hui, appartient à la noblesse de Poméranie-Occidentale. Elle est apparentée à plusieurs branches de la noblesse de robe, qui sont anoblies au milieu du XVIIIe siècle. Une lignée existe depuis 1943 sous la forme du nom de Zastrow-Marcks.

## Histoire

### Origine
La famille est mentionnée pour la première fois en 1270 avec Conradus de Zastrow dans un document du duc Barnim Ier pour la ville de Greifswald,. Selon Kneschke, Claus von Zastrow, qui apparaît à la fin du XIIIe siècle, appartient également à la famille. Il est administrateur d'arrondissement du duc de Poméranie Bogislaus.
Klein Zastrow, la maison ancestrale de la famille, est aujourd'hui un quartier de la commune de Dersekow près de Greifswald. Elle apparaît pour la première fois dans un document en 1248 sous le nom de Cyastareo et était la propriété de la famille depuis 1272,.

### Expansion et personnalités
Très tôt, des membres de la famille se sont installés dans toute la Poméranie, notamment à Risnow en 1402, à Dobberphul, Stregow, Dargeröse, Glietzke et Wusterhausen au milieu du XVe siècle et, en tant que majorat 1581 à Kölpin près de Colberg. Au fil des siècles, ils fondent huit lignées en Poméranie et parviennent plus tard en Prusse, Posnanie, en province de Rhénanie et en Thuringe, où ils possèdent Kannawurf.
En 1630, Johann von Zastrow (de) devient capitaine du palais ducal de Poméranie et conseiller de chambre à Stettin. Ludwig von Zastrow (de) (1680–1761) devient général d'infanterie de l'électorat de Brunswick-Lunebourg et commandant de Stade. Georg Ludwig von Zastrow (de) (1710–1762) est un général de division et Christian von Zastrow (de) (1705–1773) est un lieutenant général, tous deux de l'électorat de Brunswick-Lunebourg. Caspar Wilhelm Philipp von Zastrow est un lieutenant-général royal saxon, commandant de la forteresse de Königstein et chef d'un régiment de cuirassiers.
De nombreux autres membres de la famille sont au service de la fonction publique électorale ou royale prussienne de Brandebourg et parviennent aux plus hautes dignités en tant qu'officiers de l'armée prussienne. Bernhard Asmus von Zastrow de la branche de Kölpin est major général royal prussien, chef d'un régiment d'infanterie et chevalier de l'ordre Pour le Mérite. Il est mort le 25 avril 1757 au début de la guerre de Sept Ans, tué par une balle ennemie. Son frère Carl Anton Leopold von Zastrow est major général, chef d'un régiment d'infanterie et chevalier de l'ordre Pour le Mérite. En 1761, il devient commandant de Schweidnitz. Lors de l'assaut de la ville par les Autrichiens le 1er octobre de la même année, il est fait prisonnier avec toute la garnison. Quelques années plus tard, après avoir été remplacé, il est libéré et meurt en 1779. Johann Wenzel von Zastrow (mort en 1773) devient major général prussien, chef d'un régiment de dragons, chevalier de l'ordre du Mérite, capitaine d'office à Stolpe et Oletzko et seigneur héréditaire de Gross- et Kleintippeln en Prusse-Orientale. Jacob Rüdiger von Zastrow, également major général prussien, chef d'un régiment d'infanterie, chevalier de l'ordre du Mérite, et sénéchal de Linum, Luhnen und Hörde, est décédé le 30 mars 1782. Friedrich Wilhelm Christian von Zastrow (né en 1752) est mort le 22 juillet 1830 en tant que général d'infanterie prussien, ancien gouverneur de la principauté de Neuchâtel, ambassadeur extraordinaire et ministre plénipotentiaire à la cour de Munich et chevalier de l'ordre de l'Aigle noir. Son fils Carl Ludwig von Zastrow meurt en 1835 comme major général prussien et commandant de Glogau.
Friedrich von Zastrow, titulaire du fidéicommis de Verchland avec Klein Küssow, établi par sa grand-tante Friederike von Zastrow, née comtesse von Küssow, obtient le 15 août 1801 à Berlin une union de nom prussienne avec celui des von Küssow sous le nom de von Zastrow genannt von Küssow.
L'association familiale des von Zastrow organise tous les deux ans des journées familiales.

### Adoptions
Carl Christian (né en 1743), Friedrich Erdmann (né en 1747), Peter Lorenz (né en 1754) et Ferdinand (né en 1756), les fils naturels du capitaine prussien Anselm von Zastrow de la branche de Dageröse et de Christine Bielkau, reçoivent le 2 juin 1757 dans le camp de campagne lors du siège de Prague une légitimation de noblesse prussienne en joignant le nom et les armoiries de leur père par ordre du cabinet le plus élevé. La notification a lieu le 1er mai 1764 à Berlin. Son père meurt quelques jours plus tard, le 8 juin 1757, au cours des combats.

### Zastrow-Marcks

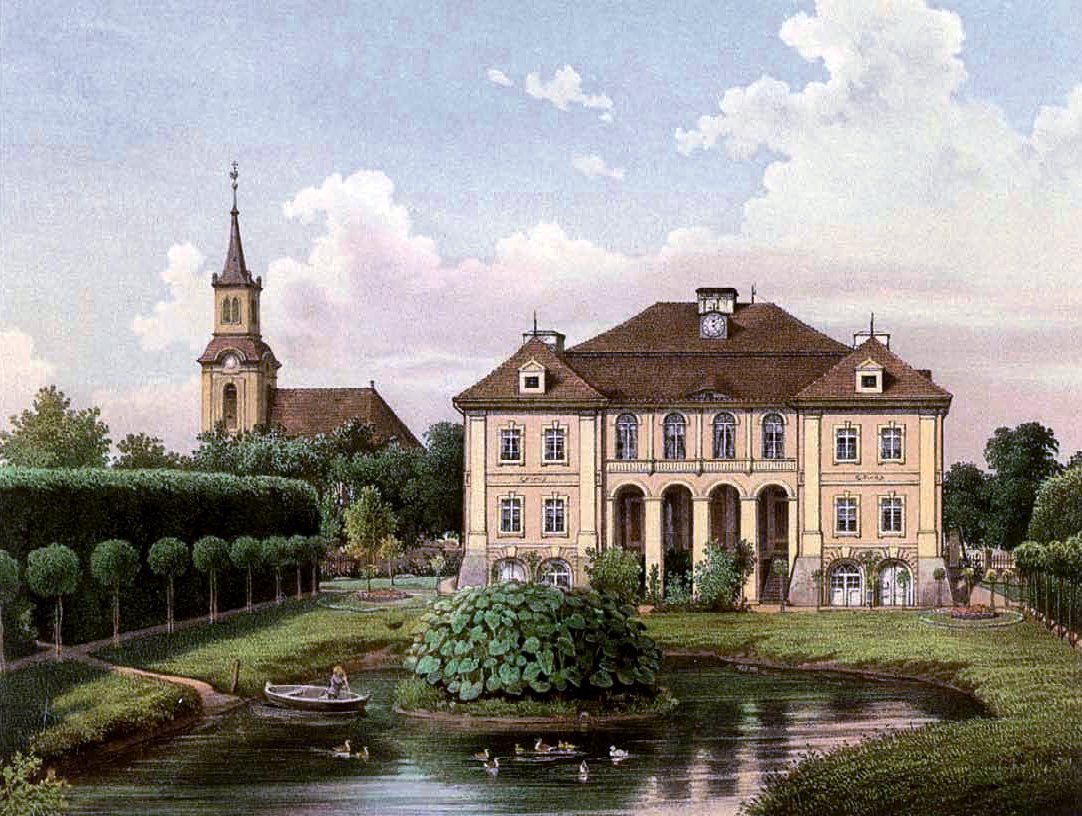
Manoir de Palzig vers 1860, Collection Alexander Duncker

C'est avec le fils du dragon impérial dans le régiment du margrave de Brandebourg-Ansbach Johann Marx, Johann Albrecht Marx (vers 1719-1773), nouveau citoyen de Sugenheim en Moyenne-Franconie, que commence la lignée de cette lignée. Hans Günther Marcks (né en 1930), l'un de ses descendants et fils du lieutenant-général Werner Marcks et de Maria-Jutta von Zastrow, reçoit le 10 décembre 1943 le nom de von Zastrow-Marcks par décret du ministre prussien de l'Intérieur. Il est l'héritier de la propriété Zastrow de Palzig, le dernier porteur masculin du nom de cette branche ayant été tué en 1942.
Le 16 juillet 1957, le Comité allemand pour le droit de la noblesse de l'Union des associations de la noblesse allemande (de). Les armoiries de 1958 sont similaires aux armoiries de la famille poméranienne. Il représente, sur une champagne (de) verte, une plante vivace verte à cinq feuilles déracinées, sur un casque aux coques bleues et argentées, la plante vivace entre deux cornes de buffle coupées en angle par le vert et l'argent.

## Blason

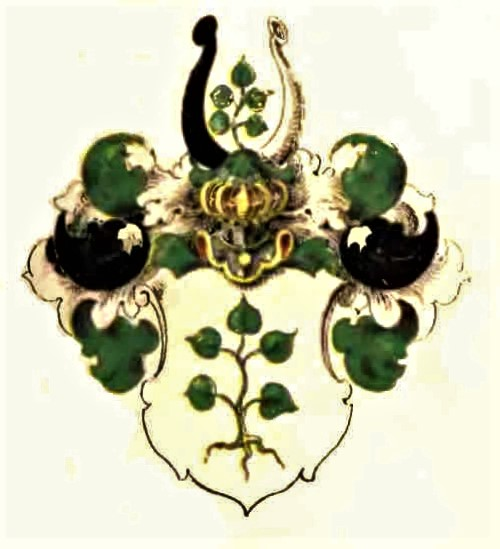
Armoiries de la famille von Zastrow

Le blason du tronc montre en argent une vivace verte à cinq feuilles déracinée. Sur le casque avec des lambrequins bleues et argentées, la plante vivace entre deux cornes de buffle argentées.
Les armoiries de la branche de Dargerose montrent les armoiries de la famille et, comme cimier, une vierge grandissante dans une robe fendue d'argent et de bleu avec une couronne verte sur la tête, tenant une couronne de laurier naturel dans sa main droite et penchée sa gauche sur sa hanche. Les lambrequins sont bleu-argent.

## Personnalités
- Johann von Zastrow (de) (1573-1647), Landrentmeister de Poméranie et conseiller de chambre
- Christoph von Zastrow (de) (1594-1636), président du tribunal de Stettin
- Nikolaus von Zastrow (1602–1672), en tant que membre important de la société des fructifiants, maréchal de la cour de Saxe-Magdebourg et capitaine en chef de Thuringe
- Otto von Zastrow (de), également Otto Zastro (1632-1693), en tant que membre écumant de la société des fructifiants, chef des bureaux hennebergeois de Schleusingen, Suhl, Kühndorf et Benshausen
- Ludwig von Zastrow (de) (1680–1761), général d'infanterie électoral de Brunswick-Lunebourg
- Bernhard Asmus von Zastrow (de) (1696-1757), général de division prussien
- Leopold von Zastrow (de) (1702-1779), lieutenant général prussien puis de Hesse-Cassel
- Christian von Zastrow (de) (1705–1773), lieutenant général électoral de Brunswick-Lunebourg
- Jakob Rüdiger von Zastrow (de) (1707-1782), général de division prussien
- Georg Ludwig von Zastrow (de) (1710–1762), général de division de Brunswick-Lunebourg
- Johann Wenzel von Zastrow (de) (1717-1773), général de division prussien
- Caspar Wilhelm Philipp von Zastrow (de) (1740–1824), lieutenant général royal saxon
- August Friedrich Wilhelm Franz von Zastrow (1749–1833), général de division prussien
- Wilhelm von Zastrow (1752–1830), général d'infanterie prussien, ministre d'État au ministère des Affaires étrangères
- Wilhelm von Zastrow (de) (1769-1854), général de division prussien
- Wilhelm von Zastrow (1779-1842), lieutenant général prussien
- Karl Ludwig von Zastrow (de) (1784-1835), général de division prussien
- Heinrich Adolf von Zastrow (1801-1875), général d'infanterie prussien
- Julius von Zastrow (de) (1802-1884), général de division prussien
- August von Zastrow (de) (1833–1896), administrateur de l'arrondissement de Friedeberg-en-Nouvelle-Marche
- Wilhelm von Zastrow (de) (1833-1906), lieutenant général prussien
- Georg von Zastrow (de) (1846-1907), général de division prussien
- Ernst von Zastrow (de) (1858-1926), général d'infanterie prussien